# Кубок СРСР з футболу 1945
Кубок СРСР з футболу 1945 — 6-й розіграш кубкового футбольного турніру в СРСР, який відбувся в вересні-жовтні 1945 року. Володарем Кубка вперше став московський ЦБЧА.

## 1/16 фіналу
| Команда 1                      | Рахунок  | Команда 2                |
| ------------------------------ | -------- | ------------------------ |
| Динамо (Баку)                  | 2 – 0    | Зеніт (Свердловськ)      |
| Динамо (Алма-Ата)              | 3 – 0    | Трактор (Челябінськ)     |
| Динамо (Єреван)                | 4 – 2 дч | БЧА (Новосибірськ)       |
| Зеніт (Ленінград)              | 1 – 0 дч | МВО (Москва)             |
| Динамо (Київ)                  | 0 – 2    | Локомотив (Харків)       |
| Торпедо (Горький)              | 0 – 3    | Торпедо (Москва)         |
| Динамо (Мінськ)                | 3 – 4    | Стахановець (Сталіне)    |
| Динамо (Іваново)               | 3 – 2 дч | КБФ (Ленінград)          |
| Спартак (Ленінград)            | 1 – 6    | Динамо (Москва)          |
| Динамо (Ленінград)             | 5 – 1    | Локомотив (Москва)       |
| Динамо (Тбілісі)               | 2 – 0    | Харчовик (Одеса)         |
| Автозавод ім. Сталіна (Москва) | 1 – 2    | Трактор (Сталінград)     |
| Спартак (Москва)               | 3 – 1    | Трудові резерви (Москва) |
| Крила Рад (Москва)             | 3 – 1    | Крила Рад (Куйбишев)     |
| ЦБЧА (Москва)                  | 3 – 0    | ВПС (Москва)             |
| БЧА (Тбілісі)                  | 5 – 0    | Крила Рад (Молотов)      |

## 1/8 фіналу
| Команда 1            | Рахунок | Команда 2             |
| -------------------- | ------- | --------------------- |
| Динамо (Алма-Ата)    | 2 – 1   | Динамо (Баку)         |
| БЧА (Тбілісі)        | 3 – 0   | Динамо (Єреван)       |
| Зеніт (Ленінград)    | 3 – 0   | Локомотив (Харків)    |
| Динамо (Москва)      | 5 – 2   | Торпедо (Москва)      |
| Динамо (Ленінград)   | 3 – 2   | Стахановець (Сталіне) |
| ЦБЧА (Москва)        | 5 – 1   | Крила Рад (Москва)    |
| Спартак (Москва)     | 1 – 2   | Динамо (Тбілісі)      |
| Трактор (Сталінград) | 2 – 0   | Динамо (Іваново)      |

## 1/4 фіналу
| Команда 1            | Рахунок | Команда 2          |
| -------------------- | ------- | ------------------ |
| Динамо (Москва)      | 4 – 0   | Динамо (Ленінград) |
| ЦБЧА (Москва)        | 1 – 0   | Динамо (Тбілісі)   |
| Трактор (Сталінград) | 1 – 0   | Динамо (Алма-Ата)  |
| Зеніт (Ленінград)    | 2 – 1   | БЧА (Тбілісі)      |

## Півфінали
| Команда 1       | Рахунок | Команда 2            |
| --------------- | ------- | -------------------- |
| ЦБЧА (Москва)   | 7 – 0   | Зеніт (Ленінград)    |
| Динамо (Москва) | 3 – 0   | Трактор (Сталінград) |

## Фінал
| 14 жовтня 1945 |

| ЦБЧА                        | 2 – 1    | «Динамо» М     |
| --------------------------- | -------- | -------------- |
| Ніколаєв 45' Виноградов 65' | Протокол | С. Соловйов 9' |

| «Динамо» (Москва) Глядачів: 80 000 Арбітр: Ельмар Саар (Таллінн) |